# Sdorica
『Sdorica』（スドリカ）は、台湾のゲームソフト開発会社Rayarkが開発・運営するスマートフォン向けゲームアプリ。2018年4月19日サービス開始。基本プレイ無料でアイテム課金が存在する。
日本国外でも配信されており、英語版、繁体字版、韓国語版、簡体字版が存在する。2019年1月23日 本体アップデートの際、ダウンロード数が1000万を突破したことがストアに記載された。

## 概要
これまで『Cytus』『DEEMO』『VOEZ』など買い切り型のリズムゲームを主軸に開発していたRayarkとしては初となる、RPGジャンルのタイトルにしてアイテム課金制の基本無料型ゲームとなる。内容はファンタジー世界観によるストラテジーRPG。
絵本をイメージしたビジュアルや演出を特徴としており、その中で様々な物語が展開される。その為プレイヤーを観察者として、謎の女性「レイ」と共に地域で起こった出来事やそこに生きる一人一人に焦点を当てた、いわゆる群像劇のスタイルが採られている。

## ストーリー
本作のストーリーはメインストーリーとサイドストーリーと呼ばれるキャラクターストーリーの2種に分類される。なお、探索ステージ内の細かいストーリーや、イベント限定のストーリー等も存在する。

### あらすじ
はるか昔、世界が闇に覆われていた頃、一匹の巨大な龍スドリカと、その玩具として永遠の命を与えられた人間が存在した。自由を望む人々には重い処罰を与えるスドリカに対し、人々は勇者ヴァンダクティを勇者とし、運命に逆らう決意をする。しかし、それが保守派との間に摩擦を生じさせたのであった。どんな苦境でも諦めないヴァンダクティは、ついにその槍をスドリカの心臓に貫く。その傷口から火の塊が現れ、人々は「太陽」と呼んだ。闇に光が射し、スドリカは大地となった。人々は自由を手に入れ、永遠の命を失った。
千年の時が流れ、花咲き乱れ活気づく世界で、スドリカの復活を願い、永遠の命を欲するものがいた。

### メインストーリー
- Season1 Sunset（日没）：全17話。一番はじめに描かれるメインストーリー。太陽王国の王セオドアとその姪アンジェリアが引き起こす、太陽王国内乱について描かれている。前半のChapter1～Chapter9では世間を知らないアンジェリアが外界に触れ、叔父セオドアの陰謀を知り対峙するところまで描かれており、後半のChapter10～Chapter17ではアンジェリア率いる革命軍と、セオドア率いる王国軍との戦争から終戦までを描く。なお、チュートリアルとして導入されたストーリーが、Chapter9-2に再編成されている。ここでは、Sdoricaの核心部分に迫るとされる描写がある。
- Season2 Mirage（蜃気楼）：全14話。砂漠王国で起きた内乱と、ルーン学院で起きた事件を描く。前半のChapter1～Chapter11では、砂漠王国で奴隷だったルーンと、モーガンサーカスとして各地を転々とするサーカス団団長ソフィーとの出会いから、砂漠王国神殿の大神官デヴィアスの陰謀を描く。後半のChapter12～Chapter14では、デヴィアスに捕らわれていたエリオを誘拐した青空草原医師であり元ルーン学院生命学派であるオースタが、過去に事故で死んだ恩師モリスを蘇生させた事から発生する。この蘇生術は「再生の民」のみが知る禁断の秘術であり、この秘術の事を知ったルーン学院学院長バーバラと、その知らせを受けた再生の民の構成員ゾラとの戦いを描く。
- Season3 Eclipse（（太陽・月の）食）：太陽王国の東に位置する東方連邦にて発生した、連邦軍と虫族との内乱を描く。

#### Sunset
Chapter1：3人
本作のチュートリアルを兼ねている。太陽王国にある青空草原で、東方連邦出身のパン、青空草原の保安官ナーヤ・ロゼット、ルーン学院の生徒ティカが出会う所から始まる。
Chapter2：王とは
太陽王国次期王女であり現国王の姪アンジェリアが、和平の交渉の為にトーテムタフを訪れる。ここからSunsetの話が動き始める。トーテムタフでのみ採掘出来る貴重な鉱石の提供率と和平を求め、トーテムタフに暮らす熊族の族長砕牙を訪れる。アンジェリア初の外交となる。まだ若いアンジェリアは砕牙と対等に渡り合えず、交渉を断念する。しかし、彼女の熱い想いに将来性を感じ、いつでも交渉を歓迎すると激励した。人間を激しく嫌っていた熊族の若き武将刃も、彼女の性格に人間への嫌悪感を薄れさせていく。そんな中事件が起きる。アンジェリアが何者かに誘拐された。

アンジェリアの親衛隊であり、幼い頃からの友人でもあるナーヤや、トーテムタフに駐留する炎日軍の元十二貴族・現将軍のシオンの決死の捜索により、彼女は無事保護される。しかし、王女の誘惑を企てた首謀者は太陽王国の貴族に近しい物と考えたナーヤは、アンジェリアに王国祭まで身を隠すことを提案する。アンジェリアは提案を受け入れ「木を隠すなら森の中」に従い、太陽王国の影の部分であるスラムに身を潜めることに。
Chapter3：再開
青空草原でパンとナーヤと別れたティカのその後を描く。お遣いが終わりさえずり峡谷にあるルーン学院への帰路につくティカ。学院に帰ったばかりのティカに対し、新しいお遣いを依頼する学院長のシエル。お遣いの為さえずり峡谷を彷徨っていると、幼い兎の亜人リーと出会う。彼女の目的は、さえずり峡谷の何処かに存在するルーン学院を見つけ出し、入門するだった。リーの提案でシエルのお遣いに協力していたが、誤って豹族の領地に足を踏み入れてしまう。その際、族長のファティマとトラブルになり、傷を負わせてしまう。学院長から怒られることを回避する為、リーと共に、回復薬草を探しに行く事に。
Chapter4：逆光
スラムでアンジェとして身を潜めるアンジェリア。そこで彼女は、燦燦と発展してきた太陽王国の影の存在を知ることとなる。スラムには亜人と呼ばれる種族が暮らしていた。元々はアトラスと呼ばれる地域に住んでいたのだが、龍の瞳からマナを取り出す実験が失敗し、環境が劣悪となった為、住める状態では無くなった。その責任を取り、太陽王国が住む場所を提供したのである。しかし、太陽王国のゴミ捨て場が近くにあったり、食べ物等の資材が少ないなど、非常に貧しい生活を強いられていた。更に、太陽王国の貴族から重い税金を掛けられていたのである。
この亜人達のリーダーであり、太陽王国に対抗する若きリーダーナイジェルや、彼を支えるヒアキントス、心優しい少年リューと出会い、アンジェリアは次第に打ち解けていく。
ある日、魔物がこのスラムを襲撃した。駐留していた国王軍は魔物の数に逃亡し、亜人達は多くの被害を出してしまう。何とか魔物出現の原因を突き止め撃退に成功するアンジェリア達だったが、ヒアキントスを亡くしてしまう。

悲しみにくれる中、ナイジェルはかつての幼馴染であり、オースタの元でスパイ活動をしている闇月の協力の下、アンジェの正体をアンジェリアだと暴く。更に、アンジェリアにセオドアの企てを暴露し、共に阻止するよう提案した。セオドアを信じるアンジェリアは、ナイジェルが提案した「どちらの証言が正しいかを証明しよう」との誘いに乗り、砂漠市場へ向かう事となる。
Chapter8：波乱の天空
セオドアの陰謀の証拠を掴んだアンジェリア達は、セオドアの陰謀を止めるべく彼の下へ訪れる。城は龍の瞳の無尽蔵なマナにより空に浮かび、アトラスを目指す。遂にセオドアと対峙するアンジェリア。そこで彼女はセオドアの本心を知ることになる。更に、ナイジェルの本当の目的も明らかになり、逃げ場のない城内は大混乱を迎える。幸いな事に、潜り込んでいたシエルとアトラスで待機していたオースタの活躍により、被害者を出すこと無く城はアトラスに不時着する。しかしそこで待ち受けていたのは、無数の魔物と見たこともない大きな魔物だった。

## ゲームシステム
記憶をなくした観察者となり、世界で起きる万象の事象を読み解くストーリーモード、キャラクターの育成や資材を集めるイベントモード、出題された課題に挑戦するチャレンジモード、Sdoricaの世界を巡り各地で起きた出来事を観測する探索モード等が存在する。

### キャラクター
属性
キャラクターは前衛・中衛・後衛の三つの属性の内一つに属する。前衛は主に敵の攻撃を受けるタンク、中衛は主に敵に攻撃するアタッカー、後衛は主に仲間を支援するヒーラーとなる。それぞれアイコンの色から、前衛：金、中衛：黒、後衛：白と色で呼ばれることもある。バトルの際は、この三属性をまとめてチームとし、戦うことになる。
レアリティ（共鳴）
N・R・SR・SSRと4段階存在する。Nについては所期キャラクターのみ存在しており、新規追加される恒常的なキャラクターはR～SSRまでとなっている。魂の宿る石を目覚めさせる事により、キャラクターの記憶が詰まった結晶となる。その結晶を集めることで共鳴を起し、キャラクターの記憶を呼び覚ましレアリティを上昇させる事ができる。上記レアリティとは別に、Skillbook、SPといったレアリティが存在する。SkillbookはSSRから大幅な色の変化と若干のデザイン変更が行われており、Altnativeとも呼ばれる。レアリティはSSR扱いとなり、スキルの強さもSSRに匹敵する。なお、スキルの構造は元のSSRとは異なる。SPはスペシャルと呼ばれ、他のレアリティが存在しない。レアリティはSSR扱いとなる。通常のキャラクターの異なった姿（過去の姿・未来の姿・ｉｆの姿）で描かれ、通常時の属性とは別の属性で登場する。なお、MZ（水の意味）も存在するが、扱いはSPと同様。
レベル
各地に点在するマナを注ぎ込む事により、1から最大70へ上昇する。レベルが増加するとHPやATKといった基本ステータスが上昇し、レベル数が大きくなるほど指数関数的に上昇する。
基本ステータス
HPとATKが存在する。HPはバトル時のライフ及び盾の値として使われる。これが0になると戦闘不能になる。盾が存在する場合、HPより先に消費される。ATKはスキルの倍率に関係してくる。スキルを発動する際、このATK値を基に計算される。このATKを基にスキル毎に決められた計算式に当てはめて最終攻撃力を算出するため、ATKが高い＝強いとはならない。
スキル属性
スキルには以下の三種類が存在する。
- 破甲攻撃：対象が盾を持つ場合、与えるダメージが2倍になる
- 貫通攻撃：対象の盾を無視し、HPに直接ダメージを与えるする
- 基本攻撃：上記二つに該当しないもの。回復系統のスキルも基本攻撃に分類される

スキル
キャラクターは下記三種類のスキル（合計五つ）のスキルを所有する。スキルはレアリティが上昇する毎に解放されたり強化されていく。
- アドバイザースキル：出撃時に属性に縛られず選択できる。
- パッシブスキル：基本的にレアリティSR以上で習得する。ある条件を満たせば自動的に発動するスキルとなり、キャラクターの性質や性格を表す場合が多い。
- 基本スキル：戦闘時にソウルを使用してスキルを発動するが、その時に必要とするソウル数と型が決まっており、この中から三つ設定されている。ソウル数と型については、1・2・3（任意・Ｌ字・－字）・4（四角・Ｌ字・－字）・6（四角）となる。

戦闘
スキル発動にはパズル型のUIを導入している。プレイヤーは毎ターン一度だけ指定したスキルを発動する事が出来る。2x14マスの盤面にランダムに散りばめられた金・黒・白色のソウルの中から、隣り合ったソウルをキャラクターが持つ基本スキルの数・型に合わせてなぞる。なぞられたソウルはルーンとなり、キャラクターに注がれる事でスキルを発動する事ができる。ソウルが消費されたあとは同じ数のソウルがランダムに補填される。指定できるスキルは1ターンに1回だけだが、各キャラクターのパッシブスキルを活用し、スキルを複数回連鎖する事が可能であり、この連鎖がバトルにおける重要システムでもある。

敵の行動はターン制となる。敵毎に決められたターン数が設定されており、0になるとスキルを発動する。スキルを発動すると再び決められたターン数に戻る。
バフ・デバフ
バトルの命運を左右する要素の一つとして、バフ・デバフが存在する。バフは味方が有利になるような強化や支援を行い、デバフでは敵が不利になるような弱化や妨害を行う。バフ・デバフの種類は多いが、主に使われるものは以下の通りとなる。なお、以下のバフ・デバフは基本的に1スタックの時の効力であり、最大3スタックまでとなる。
- 強化：スキル倍率を30%上昇させる
- 防御力アップ：ダメージを受けた際、30%低下させる
- 再生：ターン終了時、総HPの10%分回復
- 回避：30%の確率でスキルを回避する
- 弱化：スキル倍率を30%低下させる
- 防御力ダウン：受けるダメージが30%増加する
- 毒：ターン終了時、残りHPの10%分のダメージを受ける
- 傷：スキル発動時、残りHPの10%分のダメージを受ける

### 幻想世界トライアル
Sdoricaにおけるエンドコンテンツの一つ。ルーン学院の教師が学院に対して幾つかの課題を出す。課題毎に様々なギミックが用意されており、更にスピード制や生き残り制といった異なる採点方法が用意されている。最終的に全ての課題の合計スコアを基にプレイヤー同士で競う。ルールは以下の通り。
- 週単位でスコアを算出し、順位を出す。開催期間は木曜日6:00～火曜日5:59。
- 課題は毎週入れ替わる。
- 「見習い」「学生」「首席」と呼ばれる3ランクが存在し、ランクに応じて報酬が変動する。毎週昇格・降格の判定が行われる。なお、降格判定が行われるのは首席のみ。
- 競う相手は同サーバーの同ランク者のみ。
- ステージの難易度を4段階で任意に上げることが可能。難易度を上げると、スコアが加算される。
- 点数が同じである場合、先に取得した方が上位となる。
- 毎週7名のボーナスキャラクターが決められており、そのキャラクターを使用する事でボーナスポイントが加算される。上位ステージで使用するほど加算点数が増加する。
- 毎週3つのボーナススキルが用意されており、課題に挑戦した際に選ぶことが出来る。
- 一度課題で使用したキャラクターは他の課題では使用できない（同じ名前のSPキャラクターは別枠として判定する）。
- 報酬形態は2種類用意されており、獲得したポイントで報酬がランクアップしていく「スコア報酬」と、合計スコアが全体の何%に所属するかで報酬がランクアップしていく「ランキング報酬」となる。
- 採点方法は以下の通り。
  - スピード制
  - 生き残り制
  - 生き残りスピード制
  - 生き残り盾
  - 生き残りアドバンス

### 英雄と共に舞え
毎日1回遊べるステージ。キャラクターの操作性や連鎖的動作を試すことが出来る。特に未所持のキャラクターについて、入手判断材料の一つとするためのコンテンツ。

### チャレンジモード
出題される課題を攻略していくモード。C1の初級訓練、中級訓練と続き、C14からは英雄戦争と銘打たれる。

### 魂賦与
いわゆるガチャ機能。ジェムと呼ばれるヴァンタクティ大陸に存在する貴重な原石を消費する事により、キャラクターの記憶が詰まった石を手に入れることが出来る。石には様々なキャラクターの思い出や記憶が詰まっており、そこから詰まった魂を入手できる。ある程度魂を集めると、実際に構築して操作する事が可能になったり、共鳴によりレアリティを強化する事も可能。なお、時のしおりや万象のしおりを使うと、1枚につき1つの石を手に入れる事が出来る。

### 契約構築
任意のキャラクターを起源の石と交換出来る。交換出来るキャラクターのラインナップは一定サイクルで入れ替わり、SP3体、SR3体で構成される。

### 探索
Sdoricaの世界を冒険し、様々な事象を観測するRPG的システム。

#### 合成所
探索で回収した素材を基に、様々なアイテムや消耗品、武器を作ることが出来る。ここで獲得した一部の資源は、魂賦与や市場でも使用する事が出来る。

#### 厨房
探索に必要な満腹度や元気を補充する食料を作ることが出来る他、一部装備も作成可能。

#### モンスター小屋
餌を使い捕獲したモンスターを飼育出来る。モンスターは2つのスキルと2つの特徴を持っており、これらを駆使して焚き火と呼ばれる派遣システムで使うことになる。スキルは、本作のバトルに採用されたバフ・デバフをメインに9種類（挑発・弱化・回避・再生・毒・傷・運搬・サーチ・めまい）存在し、その中から二つ選ばれる。特徴は、派遣時の成功率を上げたり、資材回収時の量を上げたり、様々なものが存在する中で2つ選ばれる。
モンスターは、同レベルのモンスターを犠牲にしていく事で、レアリティをどんどん上昇させる事が出来る。レアリティが上昇すると、スキルや特徴が開放されたり、レベルが上がっていく。

また、引継ぎと呼ばれるシステムを使い、特定の特徴を別のモンスターに引き継ぐ事も出来る。ただし、引継ぎ元のモンスターは消えてしまう。モンスターを逃がす際に手に入る荒野の祝福又はジェムを使うことで成功率を上げることができる。

#### たき火
モンスターとキャラクターを使い、ミッションに派遣する。それぞれ派遣時間が決められており、ミッションが終わる前他のミッションに参加出来ない。ミッション毎に成功率を上げるスキルが設定されており、該当するスキルを持つモンスターを派遣する事で成功率を大幅に上昇させることが出来る。報酬は通常成功報酬の他に、成功率が100%を超えた場合にボーナス報酬も用意されている。

## 登場人物

### -Sunset-編
太陽王国の王セオドアと、その姪アンジェリアが引き起こす、内乱について描かれている。

#### 太陽王国
アンジェリア・カルロス
声 - 雨宮天
- 誕生日：露月(8月)16日
- 身長：165cm
- 年齢：19歳
- 属性：後衛

太陽王国の王女。物腰柔らかく、優しく人柄も良いため皆から愛されている。王位継承直前、叔父のセオドアの企てにより誘拐される。仲間に救出された後スラムに身を隠していたが、スラムのリーダーナイジェルからセオドアの企みを聞き、王女として対立する。最終的に王国軍と衝突し、勝利を収め王女となった。砂漠王国で内戦が起きた際は、王国軍を派遣し援助するなど心優しい性格。人と人との繋がりや気持ちを重要視するあまり、重要な場面で優柔不断に陥りがちだったが、セオドアと戦を重ねるうちに次第に変わっていく。
戦闘では仲間の盾を強化したり防御力アップを付与するなどの支援が得意。また、仲間のスキルを誘発することも出来る。
ナーヤ・ロゼット
声 - 久川綾
- 誕生日：雪月(12月)1日
- 身長：172cm
- 年齢：24歳
- 属性：中衛

太陽王国きっての弓の名手で、青空草原の保安官。アンジェリアとは幼い頃から親しい間柄で、姉妹のような関係。アンジェリアが誘拐された時も真っ先に捜査に参加し、見事救助する。また、アンジェリアにスラムに身を潜めるよう提案したのも彼女であり、職業柄土地勘があると思われる。やや気性の荒い性格で、細かい事はあまり気にしない。神経が図太く、思ったことを口にしてしまいがちだったりと気前の良い場面を見せる一方、スラムでアンジェリアと身を潜める内にナイジェルに恋心を抱く等、乙女の部分も見られる。
戦闘では弓を使った攻撃を繰り広げ、改心の一撃を狙えば大ダメージを与える事が出来る。
シオン・アルドリック
声 - 川澄綾子
- 誕生日：氷月(1月)6日
- 身長：168cm
- 年齢：21歳
- 属性：前衛

太陽王国国王軍所属。ディラン率いる炎日軍の副官として活躍しており、ディランを崇拝している。元は太陽王国の十二貴族の内の一つアルドリック家の娘だったが、宮中の権力争いとその人間関係に馴染めず、政治の道具として一生を終えることに嫌気がさした為、軍隊に入ることを決意した。その際アンジェリアの護衛を行っており、その関係でアンジェリアとは親しい間柄。独特の雰囲気を持つ白く美しい髪を持った美人。剣技の達人であり、貴族時代にダンスも習っていた。一見クールに見えるが、とてもまじめな性格である。兄のエースはシオンの事をとても大事にしており、多少行き過ぎた言動が目立つ場面も。
戦闘では挑発・防御力アップ・盾強化なとタンクとして高い機能を備えつつ、貫通攻撃することも出来る。
ディラン・レオン
声 - 伊丸岡篤
- 誕生日：露月(8月)12日
- 身長：190cm
- 年齢：47歳
- 属性：前衛

前太陽王国王国軍団長。若い頃は大剣を武器として活躍しており、英雄とまで呼ばれていた。とある事件をきっかけに守りも大事だと思うようになり、以後剣から大盾に変える。先代の王ウィリアムとはとても親しく、彼に変わり王女のアンジェリアの世話をしてきた為とても関係が良い。とある事件をきっかけに、王国軍団長からトーテムタフ近郊を管轄とする炎日軍団長となる。アンジェリアとセオドアが争う際はアンジェリアと共に戦い、勝利へと導いた。その際に手料理を振舞った。また、アンジェリアが内緒でメイプル湖畔へバカンスへ行った際には、王女に対しきつくしかりつけ、その後バカンスを許す等、父親のような優しい性格を持つ。
戦闘では、大きな盾を使ったタンクを得意とする他、守りつつ他のキャラクターへの攻撃命令も行う。
セオドア・カルロス
声 - 中田譲治
- 誕生日：霜月(11月)20日
- 身長：180cm
- 年齢：42歳
- 属性：後衛

前国王ウィリアムの弟。アンジェリアの叔父であり、アンジェリアが成人するまでの摂政。冷酷かつ厳格な性格で、戦では長けた分析力を用いて先々の展開を見据えて計画を練っている。その為、戦いの経験が薄いアンジェリアを何度も追い詰めている。貴族同士の抗争を仲裁する能力は長けているが、大衆には嫌われている。かつて羽族でスパイだったシェリーと結婚していたが、自らの手で殺害してしまう。以後、夜な夜なシェリーの呪いにうなされていた。アンジェリアの優しい性格では太陽王国王女には相応しくないと判断し、成人直前で誘拐監禁しようとするが失敗。アンジェリアに烈日を使った計画がばれてしまい、対峙する事になる。はじめは国王軍が優勢だったが、最後はアンジェリアに負けてしまう。最後は自爆により自殺しようとしたが、息子のエリオに救われ、以後砂漠市場の何処かで隠居している。戦闘では、アンジェリアと同様に盾強化や防御力アップ、スキルの誘発を得意とする。ただし、挑発付与により自身への攻撃を回避する術を持つ。
フレデリカ・ルシアン
声 - 小清水亜美
- 誕生日：霞月(3月)1日
- 身長：166cm
- 年齢：27歳
- 属性：後衛

太陽王国のルーン将軍。色っぽい体つきや肌の露出が高い服、艶めかしい喋り方など、非常に妖艶的な女性。しかし戦闘能力や指揮能力は非常に優れており、やるときは周囲が驚くような成果を上げる。なまけ者で自由奔放な性格のため、部下の反感を買う時もある。また、その性格ゆえに罰としてセオドアに辺境の地まで飛ばされてしまった。副将のジェロムを初め、異性に対しては情熱的で、いつも翻弄している。しかしジェロムから、慣れている、と一蹴される。
戦闘では仲間の回復を得意とする他、妖艶なルーン魔法を使い敵の行動を縛ることも出来る。
ジェロム・ミュシャ
声 - 鈴木達央
- 誕生日：霞月(3月)22日
- 身長：178cm
- 年齢：23歳
- 属性：前衛

フレデリカの麾下の副官。まだ若く非常に真面目な性格。古臭い考え方を持っており、ユーモアがきかない場面が多い。そのため、上司のフレデリカとは基本的にウマが合わず、いつも翻弄されている。しかし、彼女の持つ将軍としての光る部分もしっかりと認識している。
戦闘では攻撃と防御をマルチに行える他、味方敵問わず攻撃を受けると後衛にスキル発動の指示を出すことも出来る。普段からの打たれ強さを体現していると思われる。
シャリス・カータウェル
声 - 釘宮理恵
- 誕生日：露月(8月)25日
- 身長：149cm
- 年齢：18歳

踏査のため、メイプル湖畔に派遣された槍使いの女性兵士。
ジャハーン・オグスティン
声 - 子安武人
- 誕生日：露月(8月)31日
- 身長：168cm
- 年齢：32歳

太陽王国の王国軍団長。

#### スラム
ナイジェル
声 - 浦田わたる
- 誕生日：霧月7日
- 身長：182cm
- 年齢：23歳

スラム内の染物屋で働く青年。
リュー
声 - 小林由美子
- 誕生日：陽月11日
- 身長：145cm
- 年齢：11歳

スラムで育った男の子。
闇月
声 - 宮崎羽衣
- 誕生日：霜月(11月)9日
- 身長：158cm
- 年齢：20歳

スラム出身の神秘的な亜人の少女。本名イヴ。ナイジェルの幼馴染。非常に珍しい種族である羽族の数少ない生き残りだが、普段は羽を隠している。幼い頃スラムを追われるが、オースタに拾われ以後スパイとして様々な諜報活動を行っている。その際にスラムとの関連付けを避ける為、「闇月」と名乗るようになった。普段から諜報活動を行っているせいか、フードやマスクで顔も隠している。口数が少なく、感情をあまり表に出さない物静かな性格だが、発言は冷酷で殺意溢れる物が多い。セオドアの陰謀を暴いた闇月は、ナイジェルにその情報を渡す。その後ナイジェルの捨て身の作戦を悟り、最後に妨害する。以後、ナイジェルと共にアトラス復興を手伝う。
戦闘では、敵を弱らせる事が可能であり、更に弱った敵には攻撃力が増す。

#### 青空草原
猫目
声 - 佐倉綾音
- 誕生日：雨月16日
- 身長：162cm
- 年齢：22歳

猫耳を持つ亜人の少女。
ロジャー
声 - 竹内良太
- 誕生日：雨月30日
- 身長：185cm
- 年齢：40歳

青空草原の元盗賊団リーダー。
コール
声 - なし
- 誕生日：不明
- 身長：100cm
- 年齢：5歳

見た目は普通の狼のようだが、実は絶滅の危機に瀕している伝説の種族――煌羽狼（コウバロウ）である。
ノルヴァ・カーペンター
声 - 石黒千尋
- 誕生日：陽月（6月）14日
- 身長：160cm
- 年齢：見た目22歳（実年齢35歳）

青空草原で移動式のマリオネット露店を営んでいる。
オースタ・クロヴィス
声 - 小田柿悠太
- 誕生日：霧月18日
- 身長：178cm
- 年齢：47歳

ルーン学院の元教師で、生命学派の学者。
実験体
声 - なし
- 誕生日：炎月10日
- 身長：200cm
- 年齢：1歳未満

オースタが死体を組み合わせて作り出した実験品。

#### ルーンアカデミー
ティカ・シェヴァリア
声 - 悠木碧
- 誕生日：氷月(1月)26日
- 身長：160cm
- 年齢：19歳

ルーン学院の優等生。
リー
声 - 佐倉綾音
- 誕生日：陽月（6月）11日
- 身長：145cm
- 年齢：11歳

スラムと弟のリューを守るため、ルーン使いになった少女。
シエル・セレス
声 - 立花慎之介
- 誕生日：楓月15日
- 身長：175cm
- 年齢：60歳

ルーン学院の学院長。
エリオ・セレス
声 - 小林由美子
- 誕生日：冰月8日
- 身長：170cm
- 年齢：18歳

ルーン学院の中でも一二を争う優等生。
モリス・ディートリヒ
声 - 緑川光
- 誕生日：霜月(11月)2日
- 身長：172cm
- 年齢：27歳

ルーン学院の助教授であり、シエルと同期の研究者。

#### メイプル湖畔
パン
声 - 稲田徹
- 誕生日：海月29日
- 身長：190cm
- 年齢：23歳

東方連邦からやってきた虎族の旅人。寡黙で真面目な性格の武人であり、過去に犯した過ちによって心に闇を抱えている。当初は他人を寄せつけずにいたが、自分を一方的に相棒認定するプギや周囲の人物達に振り回されることが増え、賑やかな日々を送るようになった。
プギ
声 - 釘宮理恵
- 誕生日：花月13日
- 身長：50cm
- 年齢：不明

パンの旅仲間。クロワッサンの様な頭をし鳥の獣人。小さな体に見合わず非常に自己愛が強い自信家で、自称「このゲームの主人公」。好みの女性を見かけるとナンパしたり、気に入らない相手に喧嘩をふっかけたりと作中屈指のトラブルメーカー。情に篤い面もあり、気に入った相手には親身になって世話をすることもある。非常に美味な鳥種であるらしく、高級食材として捕獲されたところをパンに助けられた。時折次元の壁を超えてプレイヤーに話しかけてくることがある。
ヤンボー
声 - 小形満
- 誕生日：楓月9日
- 身長：160cm
- 年齢：不明

東方連邦からやってきたカピバラの獣人。のらりくらりとした老人で、大抵は酒を飲んで酔っ払っている。武術の達人であるため、パンから弟子入りを志願されるも断っている。過去のある出来事により、カヌーラから心底憎まれている。
ヘスティア
声 - 中原麻衣
- 誕生日：不明
- 身長：163cm
- 年齢：推測12歳

メイプル湖畔の底に暮らす人魚。東方の生まれであるが、希少な人魚種であるために人間に誘拐されて連れてこられた過去を持つ。正義感の強い性格で、湖畔に住むカモノソ達をワニエル達から守っている。地上では空中を泳ぐように浮遊して移動する。
カヌーラ
声 - 伊丸岡篤
- 誕生日：炎月28日
- 身長：180cm
- 年齢：8歳

メイプル湖畔に暮らす大型肉食獣・ワニエルの悪大将。捕食対象であるカモノソを食おうと狙っては、その度に阻止しようと現れるヘスティアと衝突している。いかにも凶暴そうな見かけや口調に反して非常な理知的な一面を持っているが、これは育ての親であるヤンボーの教育によるもの。

#### トーテム・タフ
刃
声 - 楠大典
- 誕生日：雨月3日
- 身長：220cm
- 年齢：13歳

トーテムタフ山脈に住む熊族の青年。
砕牙
声 - 中田譲治
- 誕生日：露月(8月)5日
- 身長：250cm
- 年齢：33歳

熊族の族長。
グルンワルト
声 - なし
- 誕生日：不明
- 身長：250cm
- 年齢：推定40歳以上

トーテムタフ山脈の洞窟に住む名前を持つ唯一のグル獣。
ぼんくま
声 - 吉水孝宏
- 誕生日：楓月15日
- 身長：230cm
- 年齢：30歳

トーテムタフの看守兵のひとり。

#### ポリヴァ砂漠
シャーロック・オルティス・アギュラー
声 - 浅利遼太
- 誕生日：海月6日
- 身長：190cm
- 年齢：不明

機械の領土からやってきた計算高く貪欲な商人ロボット。
リサ・オルティス・アギュラー
声 - 井上喜久子
- 誕生日：霞月(3月)28日
- 身長：172cm
- 年齢：27歳

商人ロボットシャーロックの養女。砂漠市場に住んでいる。
ネッド・オルティス・アギュラー
声 - 立花慎之介
- 誕生日：炎月21日
- 身長：175cm
- 年齢：27歳

ポリヴァ砂漠にすむ鱗族のハンター。下半身にはトカゲのうろこがある。

#### その他
イズミ
声 - 植田佳奈
- 誕生日：楓月30日
- 身長：160cm
- 年齢：永遠の17歳

ナイジェルのそばに突如現れたなぞの亜人。
ハイド・オースト
声 - 子安武人
- 誕生日：海月27日
- 身長：180cm
- 年齢：24歳

ウィリアム前王を支えていた軍師ニコラの弟子。

### -Mirage-編
ソフィー・リー
声 - 茅野愛衣
- 誕生日：霜月(11月)27日
- 身長：158cm
- 年齢：17歳

モーガンサーカスの現団長。
ルーン
声 - 阿座上洋平
- 誕生日：海月6日
- 身長：185cm
- 年齢：20歳

物心がついた時には砂漠王国に売られ、戦士タイプの奴隷として育てられていた青年。
クラーク・ショット
声 - 阪口大助
- 誕生日：雪月(12月)17日
- 身長：164cm
- 年齢：22歳→24歳

ルーン学院の生徒だが今は休学中の青年。
マリア
声 - 大谷育江
- 誕生日：炎月15日
- 身長：163cm
- 年齢：推定15歳

過去の経歴は不明、機械帝国から来たロボットと推測される。
ミランダ・アロンソ
声 - 能登麻美子
- 誕生日：花月8日
- 身長：174cm
- 年齢：22歳

太陽王国で生まれ、その突出した武術の才能により、交換留学生に選ばれ東方へと赴いた少女。
ロウ
声 - 櫛田泰道
- 誕生日：楓月1日
- 身長：200cm
- 年齢：44歳

東方連邦からやってきた狼の獣人。
ジャンヌ・ホーク
声 - 松浦チエ
- 誕生日：炎月24日
- 身長：166cm
- 年齢：20歳

自称ヴァンダクティ大陸一の怪盗。
ジャシェン
声 - 石上裕一
- 誕生日：陽月（6月）10日
- 身長：159cm
- 年齢：23歳

東方連邦からやってきたスッポンの獣人で、消極的な性格に加えいつも自信が無く、面倒事からは我先に逃げ出す。
ダイアナ・ジュアン・ゴメス
声 - 吉田聖子
- 誕生日：雨月5日
- 身長：162cm
- 年齢：24歳

砂漠王国の女王。
レイザー
声 - 置鮎龍太郎
- 誕生日：氷月(1月)9日
- 身長：178cm
- 年齢：41歳

元々は太陽王国の兵士だったが捕虜となって苦しい生活を送り、命からがら逃げだして砂漠王国の戦士となり一気に将軍の座まで上り詰めた。
ミサ
声 - 長縄まりあ
- 誕生日：霧月4日
- 身長：135cm
- 年齢：11歳

砂漠王国蛇信仰の聖女。
デヴィアス・ルイス・マルコ
声 - ふくまつ進紗
- 誕生日：楓月31日
- 身長：173cm
- 年齢：56歳

砂漠王国の大神官。

### -Eclipse-編
ティトリマ
声 - 石川由依
- 誕生日：雪月(12月)27日
- 身長：163cm

虫族において王位継承権第一位の立場にある姫。定めの虫は蝶。
チェ・リンファ
声 - 阿澄佳奈
- 誕生日：海月22日
- 身長：167cm
- 年齢：クラゲ幼年期

東方連邦水系に属するクラゲの獣人。
巻雲
声 - 平川大輔
- 誕生日：炎月14日
- 身長：176cm
- 年齢：24歳

東方連邦麒麟族族長の息子。
ジャサファ
声 - 鈴木崚汰
- 誕生日：霧月8日
- 身長：192cm
- 年齢：22歳

虫族の王族護衛兵で定めの虫はカブトムシ。
ユン・ヨンヒョン
声 - 三瓶由布子
- 誕生日：陽月29日
- 身長：152cm
- 年齢：19歳

東方連邦水系ウーパールーパーの獣人。